# 마이 베프 걸
《마이 베프 걸》(영어: My Best Friend's Girl)은 미국에서 제작된 하워드 도이치 감독의 2008년 로맨틱 코미디 영화이다. 데인 쿡, 케이트 허드슨, 제이슨 비그스, 앨릭 볼드윈, 리지 캐플런, 리키 린드홈 등이 출연하였고, 가이먼 캐서디 등이 제작에 참여하였다.

## 줄거리
바람둥이인 전화 상담원 셔먼 “탱크”는 여성을 꼬신 뒤 일부러 데이트를 망치는 부업을 뛰고 있다. 목표는 데이트 상대의 전 남자친구가 상대적으로 차라리 나아 보일 정도로 최악으로 행동하여 데이트 상대가 전 남자친구에게 돌아가게 만드는 것이다.
하루는 피가 안 섞인 사촌이며 절친인 더스틴이 직장 동료 알렉시스에게 고백했다가 차이고 돌아온다. 이에 탱크는 더스틴에게 자신이 공짜로 도와 주겠다고 자청하는데...

## 출연진
- 데인 쿡 - 셔먼 “탱크” 터너 역
- 케이트 허드슨 - 알렉시스 역
- 제이슨 비그스 - 더스틴 역
- 디오라 베어드 - 레이철 역
- 앨릭 볼드윈 - 윌리엄 터너 교수 역
- 리지 캐플런 - 에이미 역
- 태런 킬럼 - 조시 역
- 맬컴 배럿 - 드왈루 역
- 리키 린드홈 - 힐러리 역
- 미니 안덴 - 리지 역
- 제니 몰런 - 콜린 역
- 브래드 개릿 - 전화기 건너편 화가 난 고객 역 (목소리, 크레디트 미기재)
- 네이트 토런스 - 크레이그 역

## 기타 제작진
- 공동 제작: 제리 P. 제이컵스
- 배역: 프레디 루이스, 앤 매카시, 제이 스컬리
- 미술: 제인 앤 스튜어트
- 세트: 키라 프리드먼 커시오
- 의상: 매릴린 밴스